# Vojašniški trg

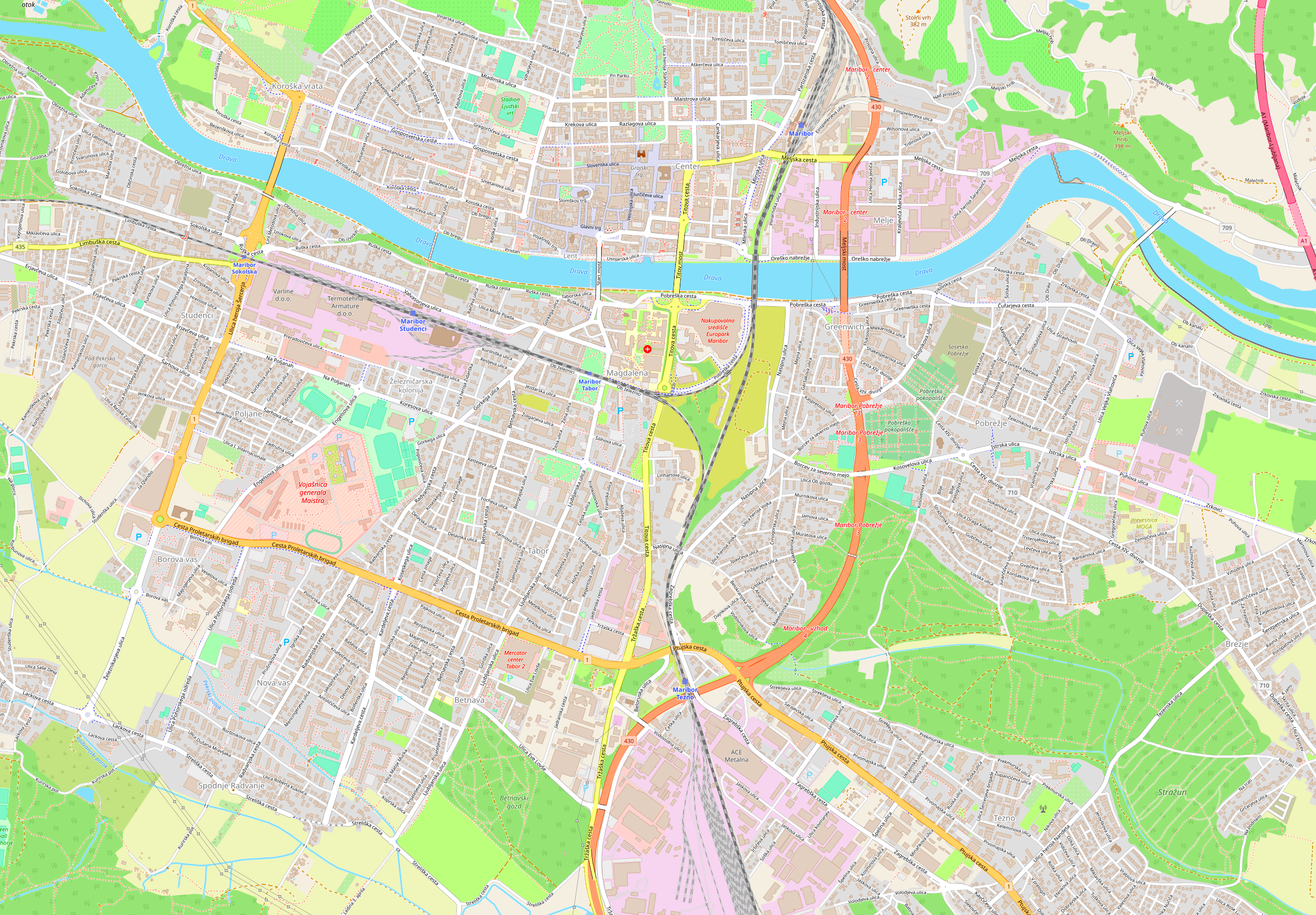

Vojašniški trg (deutsch – historisch: Kasernplatz) ist der Name eines Platzes im Stadtteil Lent im Stadtbezirk Center von Maribor, Slowenien. Er liegt im südwestlichen Teil der Altstadt von Maribor und ist auf der Ostseite mit der Vojašnica-Straße verbunden.

## Geschichte
Im Jahr 1760 wurde der alte Platz in der Nähe des Gerichtsturms Minoritenplatz genannt. Im Jahr 1284 wurde auf dem südlichen Teil des Platzes, der damals noch außerhalb der Stadt lag, ein Minoritenkloster gegründet. 1784 wurde das Kloster aufgehoben und das Klostergebäude in eine Kaserne umgewandelt. Im Jahr 1840 erhielt der Platz den Namen Kasernplatz. Im Jahr 1919 wurde der Name in Vojašniški trg geändert. Nach der deutschen Besetzung im April 1941 wurde ihm vorübergehend der Name Kasernplatz zurückgegeben und im selben Jahr nach dem ehemaligen 47. Mariborer Infanterieregiment in 47.-er Platz (Platz des 47. Infanterieregiments) umbenannt. Im Mai 1945 wurde ihm der slowenische Name Vojašniški trg zurückgegeben.
Der Platz erhielt seinen Namen von der Drau-Kaserne, die die Südseite des Platzes bildete und aus zwei Gebäuden bestand, der Minoriten-Kaserne und der Žička-Kaserne.

## Lage
Der Platz liegt im Mariborer Stadtteil Lent südlich der Koroška cesta, östlich des Vodnikov trg. Südlich des Platzes verläuft der Pristan am linken Ufer der Drau.

## Einmündende Straßen
Folgende Straßen münden auf den Platz: Vodnikov trg von Westen, Minoritski prehod und Žički prehod von Norden sowie Vojašniška ulica von Osten.

## Bauwerke und Einrichtungen
- Minoritenkloster Maribor mit Puppentheater Maribor und Puppenmuseum Maribor